# Мун Хён Джин (старший)
Мун Хён Джин (кор. 문현진, также известен как Престон Мун; род. в 1969 году) — деятель Церкви объединения, южнокорейского неорелигиозного движения.

## Биография
Мун Хён Джин является третьим сыном главы Церкви объединения Мун Сон Мёна и его жены Хан Хак Ча. В 1998 году
окончил Гарвардскую школу бизнеса со степенью магистр делового администрирования и тогда же стал вице-президентом Церкви объединения. Десять лет спустя его младший брат, тоже Мун Хён Джин, был назначен президентом этой религиозной организации. В 2000-х годах старший Мун Хён Джин основал аффилированную с Церковью объединения организацию «Служение ради мира» и учредил серию фестивалей «Глобальный фестиваль мира». «Служение ради мира» имеет консультативный статус в ООН.
Мун Хён Джин женат на Квак Чон Сук, дочери одного из видных лидеров Церкви объединения Квак Чон Хвана. В 1988 и 1992 годах Мун Хён Джин принимал участие в летних Олимпийских играх в составе южнокорейской сборной по конному спорту.

### Комментарии
1. ↑  Несмотря на одинаковый транслит в кириллице, по-корейски два брата пишутся по-разному: старший 문현진, а младший 문형진.